# Kapelle (Kettersbach)

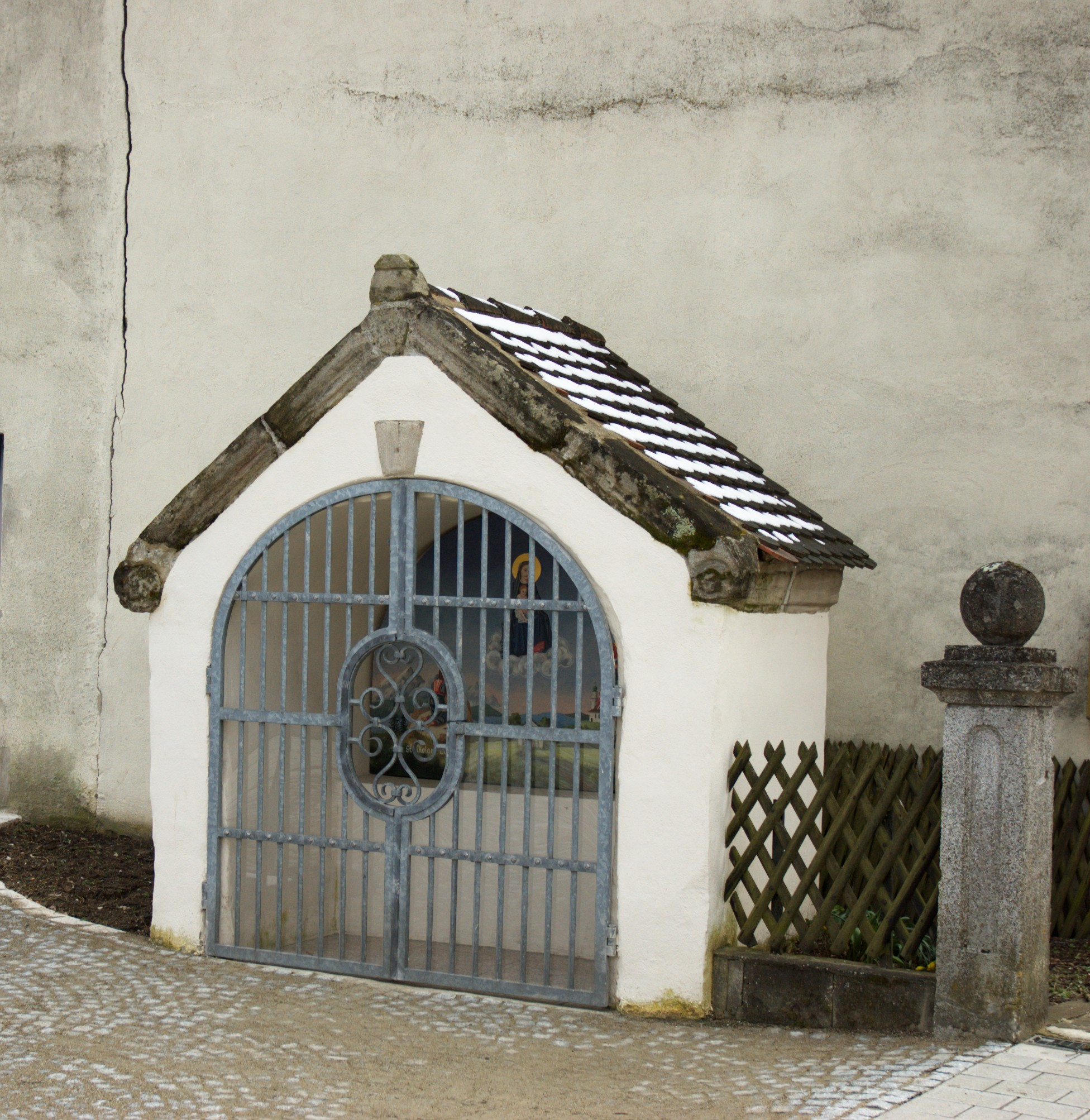
Kapelle, Südseite

Die Kapelle in Kettersbach ist eine Wegkapelle. Sie gehört zur römisch-katholischen Kirchengemeinde St. Vitus (Veitsaurach) im Dekanat Herrieden des Bistums Eichstätt.
Die bei dem Haus-Nr. 10 stehende Kapelle wurde im 17./18. Jahrhundert erbaut. Erstmals namentlich erwähnt wurde sie in einem Katasterblatt für Kettersbach des Jahres 1821. Sie ist einer Ädikula nachempfunden, hat ein Satteldach und ist stirnseitig mit Voluten profiliert. An der Südseite hat sie eine Rundbogenöffnung, das durch gusseiserne Türen verschlossen ist. Der Innenraum hat ein Tonnengewölbe. An der Nordseite gibt es eine Standfläche, auf der ursprünglich eine Holzfigur des Heiligen Sebastian war, dahinter ein Gemälde, das die Gottesmutter zeigt, links davon Nikolaus von Flüe, rechts davon der heilige Florian.
1976 wurde durch die Familie Wimmer, auf deren Grund die Kapelle steht, das Dach erneuert und die schadhaften Stellen ausgebessert.

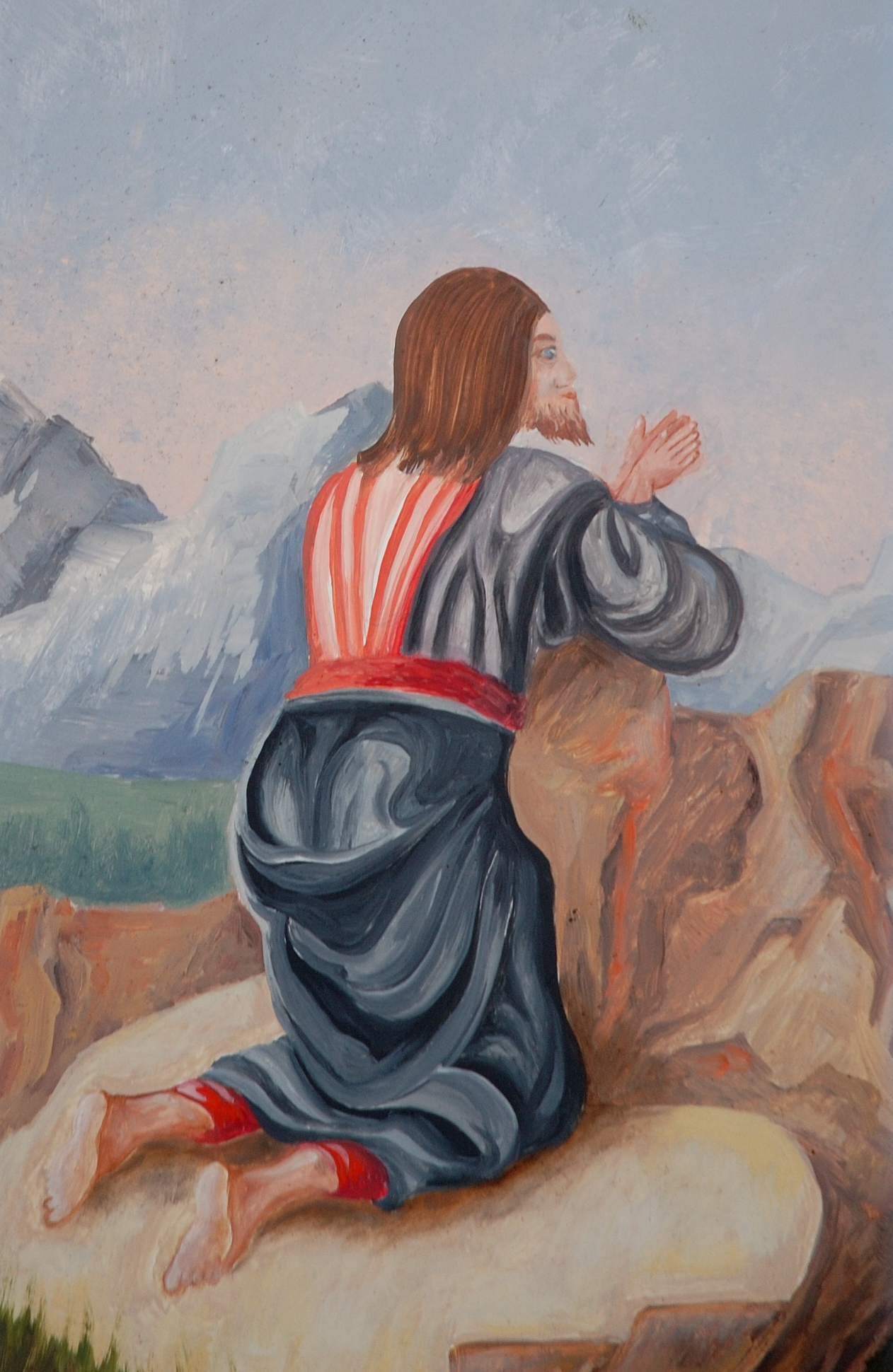
Nikolaus von Flüe
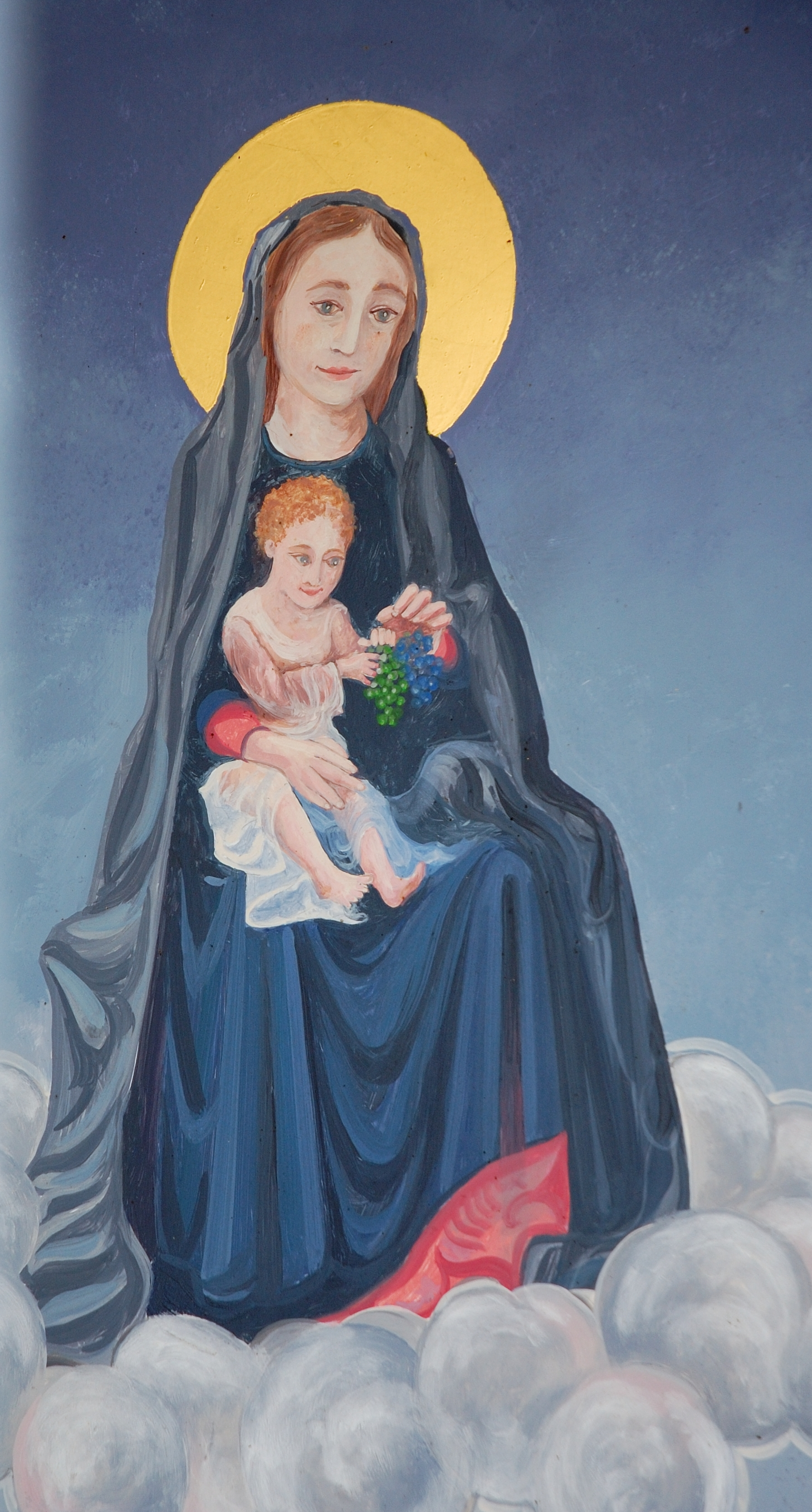
Madonna mit Kind
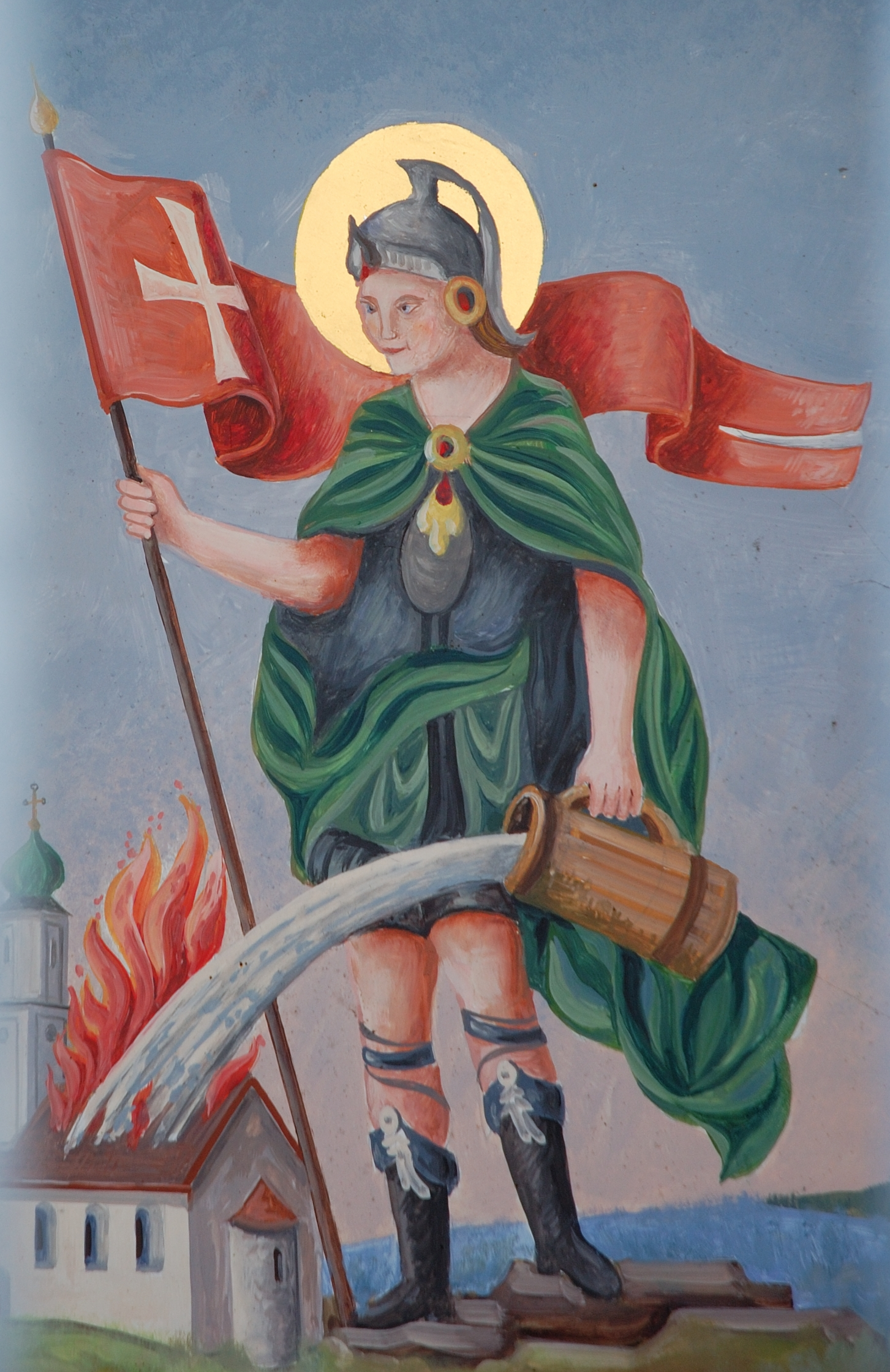
Heiliger Florian